# 北浜町 (高松市)
北浜町（きたはまちょう）は、香川県高松市中心部の町丁。郵便番号は760-0031。全域が住居表示に関する法律に基づく住居表示実施地区である。

## 地理
高松市役所より1.2km、高松市中心部の都心北端に位置し、北及び東は高松港・東浜港、南は市道北浜町4号線、西はフェリー通りによって区切られている。北及び東側を海に囲まれる立地であるが、かつては西側も高松城の中堀であったため、当時は海に対して突き出た半島状の構造となっていたが、明治時代に行われた高松港の築港拡張工事で埋め立てられて現在の姿となった。町内はフェリー通りや市道高松港海岸線沿いに事務所が入居するビルが立地し、その内側にあたる地域は戸建ての民家や集合住宅が立地する閑静な住宅街を形成している。北部には住宅が少なく2000年（平成12年）には古い倉庫街を改装した商業施設「北浜alley」が開業しているほか、2012年（平成24年）10月17日までは宇野港とを結ぶ宇高国道フェリー高松港乗り場が立地し、香川県漁業協同組合連合会（香川県漁連）本部や東部の東浜港には漁船が係留されており周辺は漁師町の面影を残している。北浜町周辺は高松港に面したウォーターフロントであり、2008年（平成20年）5月31日にはかつての荷揚げ場跡246mに遊歩道、東屋、ベンチを配置した「北浜プロムナード」が整備されている。
2010年国勢調査による人口は491人（男215人/女276人）、世帯数は237世帯、面積は6万8247.38m2、人口密度は7194.4人/km2。公立小学校・中学校の校区は全域が高松第一小学校・中学校（小中一貫）に属している。
町内における都市計画法に基づく用途地域は、全域が容積率400%の商業地域である。

## 歴史
町名の由来は城下町の北端に位置し、海浜であることによる。1930年（昭和5年）に下横町（）と北浜材木町（）を統合して新設された。ただし、当地には江戸時代の一時期に北浜町が存在したことがある。
松平氏入封後に魚屋町の地先を埋め立てて成立した下横町の由来は、御用屋敷がある上横町（現・本町）の下（北）にある町という意。中堀を隔てて高松城内郭に接し、玉藻橋によって繋がっていた。1874年（明治7年）には田中庄八が松平家から金比羅丸を買い入れ、神戸・大阪への定期便を就航させる。このターミナル建設に伴い、1880年（明治13年）に当町地先を埋め立てて7000坪を造成し、ここに汽船問屋を設け、長さ75間（約136m）の波止場（田中の波止場）を築いた。
北浜材木町の由来は城下町の北端に位置し、材木置き場があったことによる。松平氏入封後の高松城拡張によって魚屋町の地先が埋め立てられて北浜と称し、魚屋町に隣接した東西の通りには材木置き場が造成された。享保年間には北浜の範囲が鶴屋町の北側へも広がり、さらに寛政年間には人家が並ぶようになり、文化年間には船の出入りが可能になる波止場や番所、高灯篭が設置され、単に北浜町と称された。ただし、慶応年間には撞木町と称されたこともあったようである。対岸の東浜町（現・城東町）とは渡し船が往来していた。一方で北浜は漁師町であり、北濱恵美須神社の御神体は当町の漁師が海底から拾い上げた冠形の石で、これを祀ることにより大漁を祈願したという。
1890年（明治23年）2月15日にはそれまで城下町各町の集合体であった高松の区域を以って市制を施行して高松市が成立し、下横町及び北浜材木町はその一部となった。1897年（明治30年）には高松港の築港拡張工事で浚渫した土砂を用いて、下横町と内郭の間にある中堀が徐々に埋め立てられる。中堀にかかっていた玉藻橋は後に取り払われて渡し船となり、玉藻町が成立した1906年（明治39年）頃に廃止となった。
1930年（昭和5年）には下横町と北浜材木町を統合して北浜町が新設される。1945年（昭和20年）7月4日未明にはアメリカ軍による無差別絨毯爆撃「高松空襲」を受け、町内の多くが被災した。空襲で壊滅的な被害を受けた高松市中心部では大部分で土地区画整理事業（戦災復興土地区画整理事業）が施行され、北浜町でも南部が第一工区二次として区画整理の対象となり、町内の多くの街路が拡張・改良された。この区画整理事業の完工となる換地処分公告は1964年（昭和39年）1月25日である。1958年（昭和33年）に北浜町の一部を本町へ、魚屋町及び玉藻町の各一部を北浜町へ編入し、その後1964年（昭和39年）には北浜町の一部を本町及び鶴屋町へ、魚屋町の一部を北浜町へ編入した。1969年（昭和44年）2月10日には住居表示の実施に伴い、北浜町の一部を玉藻町及び本町へ編入した。
四国における物資の集散地として機能した高松港に面する町内は、昭和初期に建築された倉庫が多く存在したが、瀬戸大橋の開通によってその役目を終えていた。すると、その倉庫街独特のレトロな雰囲気が見直され高松港のウォーターフロントとして開発計画が持ち上がり、2000年（平成12年）に若者向けの商業施設「北浜alley」が開業した。

## 主要施設
掲載順は住居表示による街区符号・住居番号順
- 宇高国道フェリー本社・高松港のりば[注 2]
- デイリーヤマザキ国道フェリー高松店[注 3]
- 北浜alley
- 特別養護老人ホーム玉藻荘
- 香川県農機具商工業協同組合
- 香川県漁業協同組合連合会（香川県漁連）本部
- 北浜小公園
- 北濱恵美須神社
- 天理教讃濱分教会